# Università di Rostock
L'Università di Rostock (in tedesco: Universität Rostock) è un'antica università pubblica tedesca situata nella città del Meclemburgo-Pomerania Anteriore. Fondata nel 1419 dai duchi di Meclemburgo-Schwerin è una delle più antiche università tedesche, nonché la più antica università dei paesi che si affacciano sul mar Baltico.
Nell'anno accademico 2009/2010 c'erano 15.138 studenti iscritti. Nel 2009 c'erano 301 professori.